# Anthaxia kalalae
Anthaxia kalalae es una especie de escarabajo del género Anthaxia, familia Buprestidae. Fue descrita científicamente por Baiocchi & Magnani en 2011.